# Usine d'enrichissement d'uranium de Natanz
L'usine d'enrichissement de Natanz est une installation nucléaire iranienne (en) destinée à l'enrichissement d'Uranium. L'usine est en 2020 l'une des 7 infrastructures nucléaires supervisées par l'Agence internationale de l'énergie atomique (AIEA).

## Développement
L'usine d'enrichissement de Natanz couvre 100 000 m2 construit à 8 mètres sous terre et protégé par un mur de béton de 2,5 m d'épaisseur, protégé lui-même par un autre mur de béton. En 2004, le toit a été renforcé de béton armé puis recouvert de 22 mètres de terre. Le complexe consiste en deux halls de 25 000 m2 et d'un certain nombre de bâtiments administratifs. Ce site fut l'un des deux sites secrets dévoilés par Alireza Jafarzadeh (en) en 2002. 
Le directeur général de l'AIEA, Mohamed ElBaradei, visite le site le 21 février 2003 et rapporte que 160 centrifugeuses étaient complètes et prêtes à fonctionner, 1000 autres étant en cours de construction sur le site. Le 9 février 2010, l'Iran annonce avoir commencé à y produire de l'uranium enrichi à 20 % en isotope 235. En 2007, le président iranien Mahmoud Ahmadinejad affirme que le site d'enrichissement de Natanz abriterait environ 3 000 centrifugeuses. 
Un rapport du 19 février 2009 de l'AIEA, pour l'ONU estime que 3 964 centrifugeuses étaient en activité à Natanz, que 1 476 autres faisaient l'objet d'essais à vide ou à sec (sans matières nucléaires) et que 125 autres centrifugeuses avaient été installés sans avoir été utilisées.
Le 16 avril 2021, l'Iran annonce avoir commencé à y produire de l'uranium enrichi à 60 %, un seuil bien supérieur aux 3,67 % fixés par l'accord sur le nucléaire iranien de 2015 et proche des 90 % nécessaires à la fabrication d'une bombe atomique.
Le 15 novembre 2024, le chef de l'AIEA, Rafael Grossi, visite le site.

## Attaque par un virus informatique

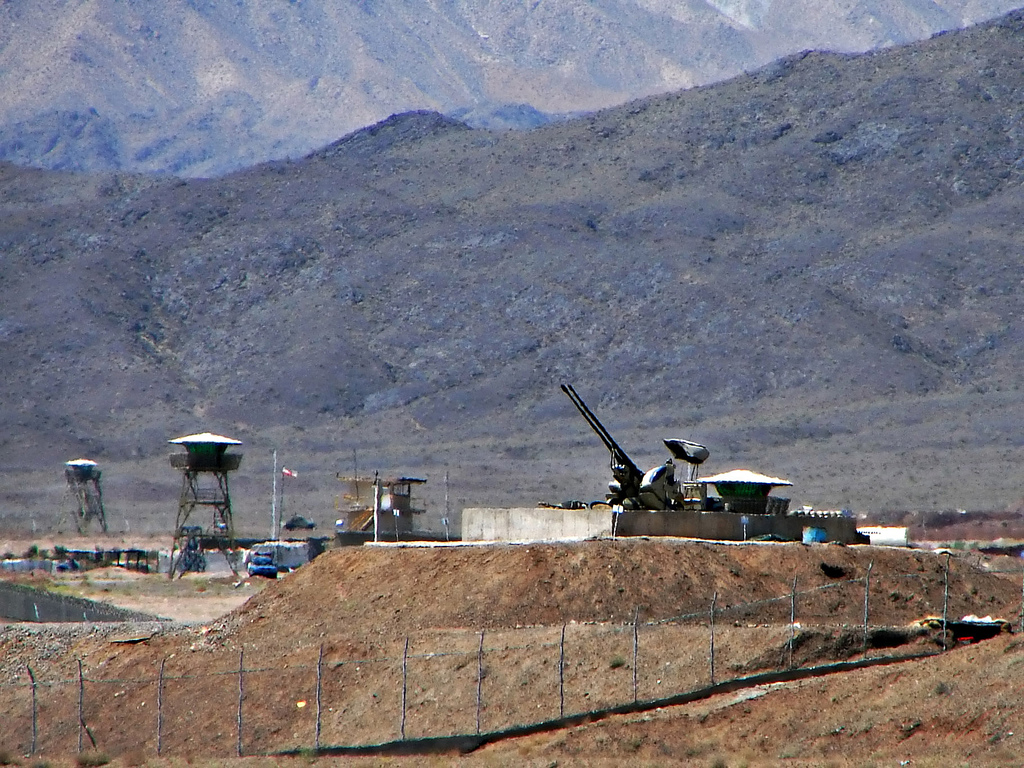
Canons anti-aériens Oerlikon 35 mm gardant l'installation nucléaire de Natanz en 2006.

Selon le New York Times, les États-Unis et Israël ont développé un virus informatique avec lequel ils ont attaqué le site de Natanz. Cette attaque aurait permis de ralentir l'avancement du programme nucléaire iranien
Vers juin 2009, les centrifugeuses, pilotées par un SCADA de Siemens, sont infectées par le virus informatique Stuxnet, ce qui provoque une importante dégradation dans la qualité du produit fini. En juillet 2011, l'Iran a informé l'AIEA de l'installation « de nouvelles centrifugeuses plus rapides pour enrichir l'uranium ». Les anciennes centrifugeuses ne seront plus utilisées car Stuxnet ne peut en être retiré.

## Incidents
Le 2 juillet 2020, un incident survient dans un bâtiment à proximité récemment inauguré sur le site de l'usine d'enrichissement. L'agence de presse semi-officielle iranienne Tasnim indique « Il n'y a eu aucun mort ni aucun dommage et le site nucléaire fonctionne normalement. ». Le New York Times rapporte que l'explosion qui a détruit un bâtiment en surface, destiné au réglage des centrifugeuses avant leur installation dans l'usine d'enrichissement souterraine, a été causé par un engin explosif, mettant en avant la probabilité de la thèse du sabotage. Le 5 juillet 2020, le New York Times rapporte que l’explosion pourrait avoir été provoquée par les services secrets israéliens. Le gouvernement iranien admet à cette occasion que la destruction du bâtiment pourrait retarder son programme nucléaire de plusieurs mois.  
Le 11 avril 2021, un nouvel incident, qualifié de « terrorisme antinucléaire » par les autorités iraniennes, survient. Le porte parole de l'Organisation iranienne de l'énergie atomique, Behrouz Kamalvandi (en), décrit un « accident dans une partie du circuit électrique de l'usine d'enrichissement » ayant provoqué « une panne de courant ». Le Jerusalem Post rapporte le 12 avril que le Mossad, l'agence de renseignement extérieur israélien, serait responsable de l'attaque, conduite au moyen d'une cyber-attaque. Le 18 avril, l'Iran demande l'aide d'Interpol pour arrêter un certain « Réza Karimi »,  considéré par le ministère du Renseignement comme le principal suspect.   
Elle est touchée plusieurs fois dans la nuit du 12 au 13 juin 2025 par des bombardements israéliens lors de l'opération Rising Lion et dans la nuit du 21 au 22 juin par un bombardement américain lors de l'opération Marteau de minuit.